# Zorothis zacualpana
Zorothis zacualpana là một loài bướm đêm trong họ Noctuidae.